# Pfarrhaus (Thalmässing)
Das Pfarrhaus in Thalmässing, eines Marktes im mittelfränkischen Landkreis Roth, wurde 1924 gemeinsam mit der Kirche St. Peter und Paul nach Plänen von Otto Schulz errichtet. Der Pfarrhaus im Kirchenweg 3 ist ein geschütztes Baudenkmal und beherbergt den Pfarrer der katholischen Pfarrei St. Peter und Paul.
Das eingeschossige Pfarrhaus ist ein Putzbau mit Walmdach und Giebelgaube. Der Bau ist mit der Sakristei der Kirche verbunden.